# Csavartszarvú antilopok
A csavartszarvú antilopok (Tragelaphini) az emlősök (Mammalia) osztályának párosujjú patások (Artiodactyla) rendjébe, ezen belül a tülkösszarvúak (Bovidae) családjába és a tulokformák (Bovinae) alcsaládjába tartozó nemzetség.

## Kifejlődésük és előfordulásuk
Manapság minden csavartszarvú antilopfaj afrikai elterjedésű, azonban a kövületekből megtudtuk, hogy korábban Európában és a Kaukázus régióban is előfordultak. Egyes, még azonosítatlan maradványok arra utalnak, hogy egykoron Dél-Ázsiában is éltek. Eme nemzetség első fajai körülbelül 18-15 millió évvel ezelőtt a középső miocén korszakban jelentek meg. A sivatagtól a nyílt szavannáik, valamint a bozótostól a hegységekig majdnem minden élőhelyet meghódítottak.

## Rendszerezés
A nemzetségbe az alábbi 2 élő nem és 2 fosszilis nem tartozik:
- †Pheraios Kostopoulo & Koufos, 2006 - középső miocén; Délkelet-Európa
- †Pontoceros Vereshchagin et al., 1971 - kora pleisztocén; Kelet-Európa, Kaukázus régió[8]
- Taurotragus Wagner, 1855 – 2 élő faj
- Tragelaphus (Blainville, 1816) – 8 élő faj; típusnem[5]

### Fordítás
- Ez a szócikk részben vagy egészben  a   Tragelaphini című angol Wikipédia-szócikk ezen változatának fordításán alapul.  Az eredeti cikk szerkesztőit annak laptörténete sorolja fel. Ez a jelzés csupán a megfogalmazás eredetét és a szerzői jogokat jelzi, nem szolgál a cikkben szereplő információk forrásmegjelöléseként.